# Rex the Dog
Rex the Dog (eigentlich Jake Williams, * 1974) ist ein britischer Produzent elektronischer Musik aus London, der auch live auftritt.

## Leben
Bereits unter dem Pseudonym JX war Jake Williams ab 1994 erfolgreich und konnte sich mit Singles in den Charts platzieren.
Unter dem Pseudonym Rex the Dog kamen 2004 Remixarbeiten für Depeche Mode, Client und The Prodigy auf den Markt und es bildete sich schnell eine Fangemeinde. Wer sich hinter dem Pseudonym verbarg, war zu dieser Zeit unbekannt. Vertrieben wurde die Musik vom Kölner Label Kompakt.
Am 26. August 2005 trat Rex the Dog auf der TOTAL 6-Party im Rahmen des c/o pop Festivals erstmals auf und lüftete damit das Geheimnis um die Identität: Es handelte sich um den Londoner Produzenten Jake Williams, der früher Singles unter dem Namen JX herausgegeben hatte. Im Jahr 2005 erschienen Neuauflagen von Prototype und We Live in Daddy's Car für den Markt im Heimatland Großbritannien, wo die Tonträger bisher nur als Import zu erhalten waren. Dafür wurde eigens das Label Hundehaus gegründet.

## Diskografie

### Alben
- 2008: The Rex The Dog Show

### Singles

#### Als JX
- 1994: Son Of A Gun
- 1995: You Belong To Me
- 1996: There's Nothing I Won't Do
- 1997: Close To Your Heart
- 2004: Restless

#### Als Rex The Dog
- 2004: Prototype / We Live in Daddy's Car
- 2004: Frequency / I Look Into Mid Air
- 2006: Maximize / Sequenzer
- 2015: Sicko[4]
- 2015: You Are A Blade[4]

### Remixe (Auswahl)
- 2004: The Knife – Heartbeats
- 2004: Client – Radio
- 2004: Depeche Mode – Photographic
- 2004: The Prodigy – Girls
- 2005: Mylo – Drop The Pressure
- 2005: Soulwax – E Talking
- 2006: Röyksopp – Beautiful Day Without You
- 2006: The Knife – Marble House
- 2007: The Sounds – Tony The Beat
- 2009: Röyksopp – This Must Be It